# Liste der Biografien/Mof
Liste der Biografien |
Portal Biografien |
Personensuche
# |
A |
B |
C |
D |
E |
F |
G |
H |
I |
J |
K |
L |
M |
N |
O |
P |
Q |
R |
S |
T |
U |
V |
W |
X |
Y |
Z |
?
 
Ma |
Mb |
Mc |
Md |
Me |
Mf |
Mg |
Mh |
Mi |
Mj |
Mk |
Ml |
Mm |
Mn |
Mo |
Mp |
Mq |
Mr |
Ms |
Mt |
Mu |
Mv |
Mw |
Mx |
My |
Mz
 
Moa |
Mob |
Moc |
Mod |
Moe |
Mof |
Mog |
Moh |
Moi |
Moj |
Mok |
Mol |
Mom |
Mon |
Moo |
Mop |
Moq |
Mor |
Mos |
Mot |
Mou |
Mov |
Mow |
Mox |
Moy |
Moz
Die Liste der Biografien führt alle Personen auf, die in der deutschsprachigen Wikipedia einen Artikel haben. Dieses ist eine Teilliste mit 64 Einträgen von Personen, deren Namen mit den Buchstaben „Mof“ beginnt.

## Mof

### Mofa
- Mofakhamed-Dovleh, Eshagh Khan (* 1870), persischer Botschafter
- Mofas, Scha’ul (* 1948), israelischer Generalstabschef und Verteidigungsminister
- Mofatteh, Mohammad Hadi (* 1967), schiitischer Hodschatoleslam, Leiter und Direktor des Islamischen Zentrums Hamburg

### Moff
- Moffa, Claudio, italienischer Historiker und Geschichtsrevisionist
- Moffa, Paolo (1915–2004), italienischer Filmregisseur und Filmproduzent
- Moffat, Aidan (* 1973), schottischer Musiker und Sänger
- Moffat, Allan (* 1939), kanadischer Autorennfahrer und Rennstallbesitzer
- Moffat, Anne (* 1958), schottische Politikerin
- Moffat, Chris (* 1979), kanadischer Rennrodler
- Moffat, Dana (* 1997), US-amerikanische Ruderin
- Moffat, David (1839–1911), US-amerikanischer Bankier und Industrieller
- Moffat, Donald (1930–2018), US-amerikanischer Schauspieler britischer Herkunft
- Moffat, Howard Unwin (1869–1951), Premierminister Südrhodesiens
- Moffat, Ivan (1918–2002), US-amerikanischer Drehbuchautor
- Moffat, Jane, kanadische Schauspielerin
- Moffat, John (* 1932), kanadischer theoretischer Physiker
- Moffat, Katherine (* 1958), Schauspielerin und Synchronsprecherin
- Moffat, Kelly (* 1981), neuseeländische Skeletonpilotin
- Moffat, Lyle (* 1948), kanadischer Eishockeyspieler, -trainer und -funktionär
- Moffat, Mike (* 1982), kanadischer Rennrodler
- Moffat, Nicholas († 1270), schottischer Geistlicher
- Moffat, Owen (* 2002), schottischer Fußballspieler
- Moffat, Robert (1795–1883), schottischer evangelischer Missionar und Bibelübersetzer
- Moffat, Steven (* 1961), britischer DrehbuchautorSteven Moffat (* 1961)

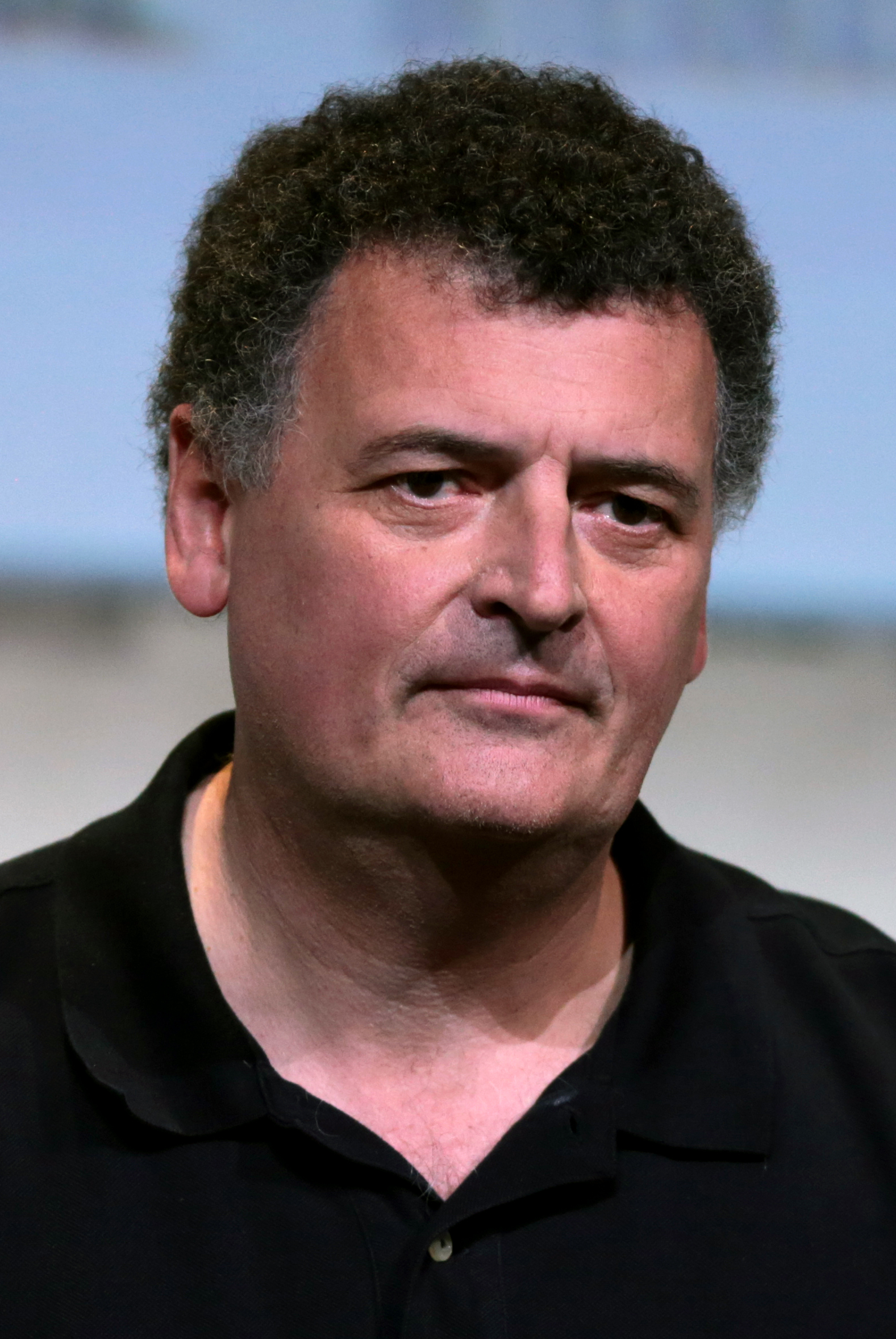
Steven Moffat (* 1961)

- Moffatt, Ariane (* 1979), frankokanadische Singer-Songwriterin
- Moffatt, Doug (* 1964), deutsch-kanadischer Eishockeyspieler
- Moffatt, Emma (* 1984), australische Triathletin
- Moffatt, Hugh (* 1948), US-amerikanischer Country-Sänger und Songwriter
- Moffatt, Jerry (* 1963), englischer Sportkletterer, Filmproduzent und Sachbuchautor
- Moffatt, Keith (* 1935), britischer mathematischer Physiker und Hochschullehrer
- Moffatt, Max (* 1998), kanadischer Freestyle-Skier
- Moffatt, Seth C. (1841–1887), US-amerikanischer Politiker
- Moffatt, Tom (* 1940), irischer Politiker
- Moffatt, Tracey (* 1960), australische Avantgardekünstlerin, Fotografin und Filmemacherin
- Moffet, John (1831–1884), US-amerikanischer Politiker
- Moffet, John (* 1964), US-amerikanischer Schwimmer
- Moffett, Charles S. (1945–2015), amerikanischer Kunsthistoriker
- Moffett, Charles senior (1929–1997), US-amerikanischer Jazz-Schlagzeuger
- Moffett, Charnett (1967–2022), US-amerikanischer Jazz-Bassist
- Moffett, Codaryl (* 1961), amerikanischer Jazzmusiker (Schlagzeug, Komposition)
- Moffett, D. W. (* 1954), US-amerikanischer SchauspielerD. W. Moffett (* 1954)

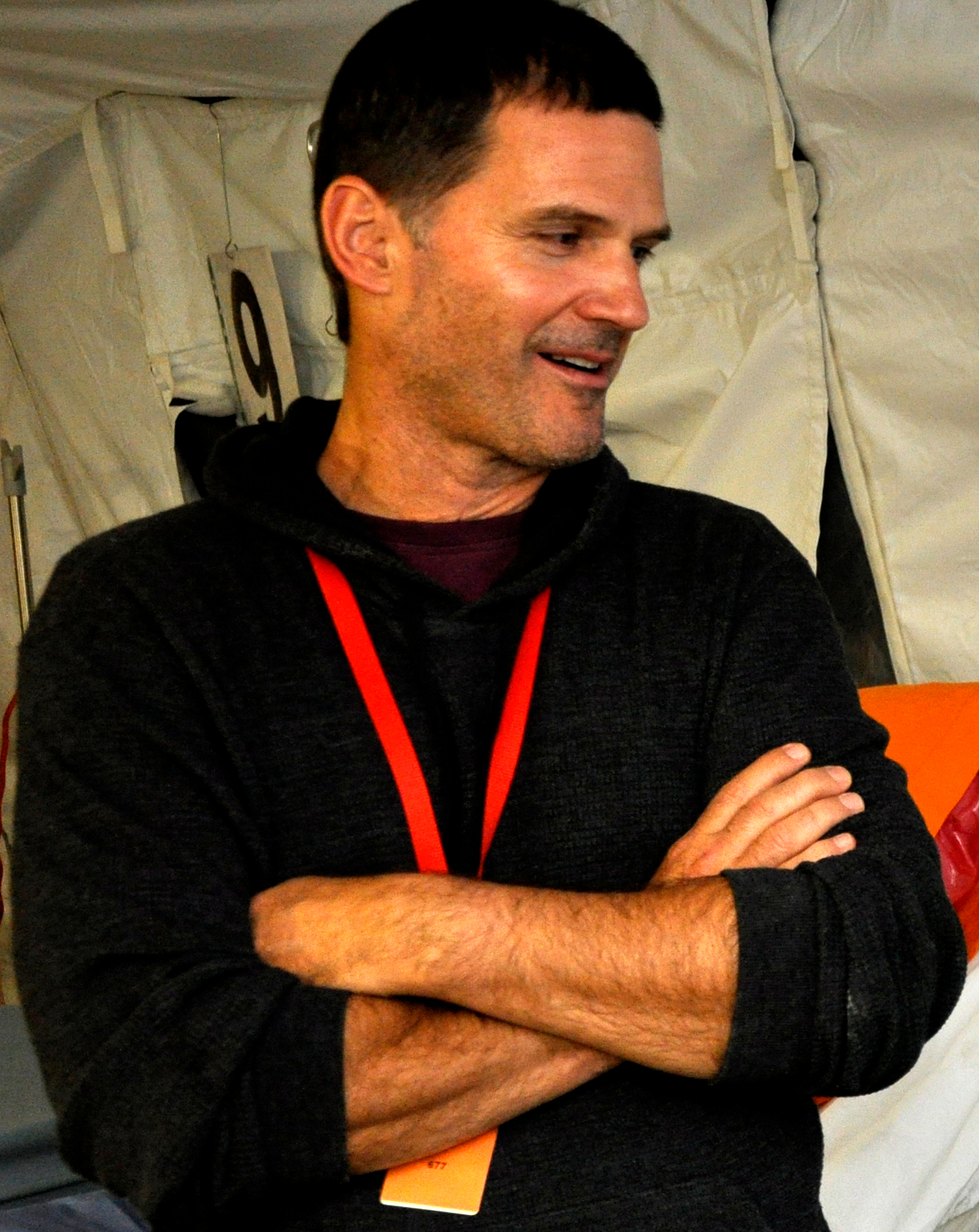
D. W. Moffett (* 1954)

- Moffett, Joel, US-amerikanischer Filmproduzent, Filmregisseur, Drehbuchautor und Schauspieler
- Moffett, Jonathan (* 1954), US-amerikanischer Schlagzeuger
- Moffett, Rodney (* 1937), südafrikanischer Botaniker und Autor
- Moffett, Sharyn (1936–2021), US-amerikanische Schauspielerin
- Moffett, Toby (* 1944), US-amerikanischer Politiker
- Moffett, William A. (1869–1933), US-amerikanischer Admiral
- Moffi, Terem (* 1999), nigerianischer Fußballspieler
- Moffitt, Hosea (1757–1825), US-amerikanischer Jurist und Politiker
- Moffitt, John (* 1980), US-amerikanischer Weitspringer
- Moffitt, John H. (1843–1926), US-amerikanischer Politiker
- Moffitt, Miriam (1884–1954), US-amerikanische Jazz-Pianistin und Bandleaderin
- Moffitt, Peggy (1940–2024), US-amerikanisches Model
- Moffitt, Terrie E. (* 1955), amerikanische klinische Psychologin und Kriminologin
- Moffitt, Tom (1884–1945), US-amerikanischer Hochspringer
- Moffo, Anna (1932–2006), US-amerikanische OpernsängerinAnna Moffo (1932–2006)

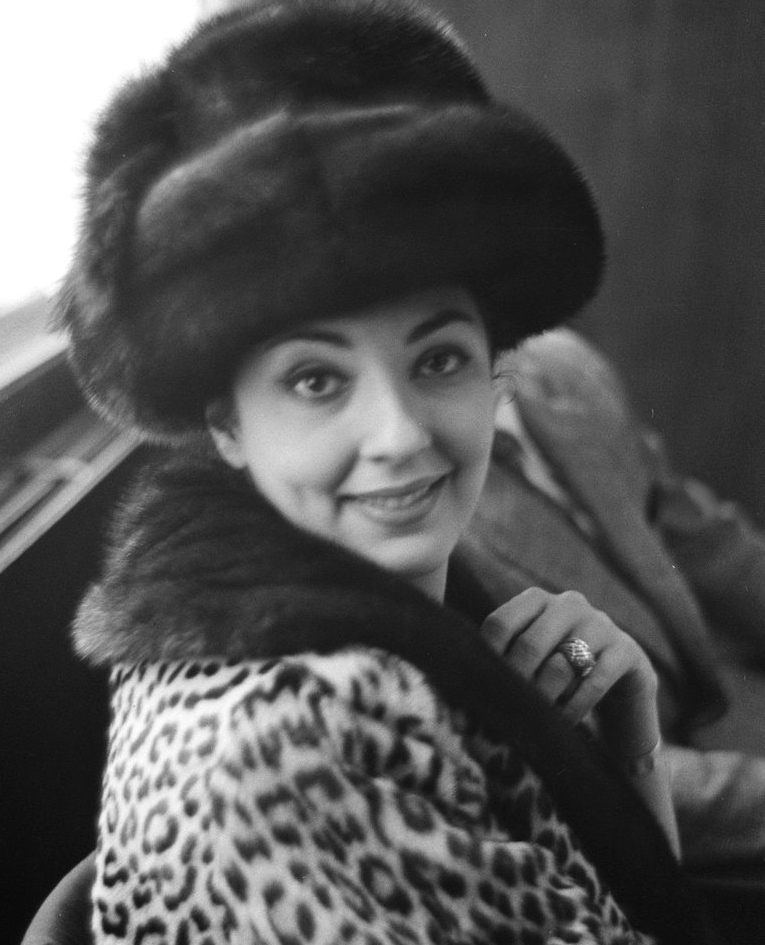
Anna Moffo (1932–2006)

- Mofford, Rose (1922–2016), US-amerikanische Politikerin

### Mofi
- Mofidi-Nasrabadi, Behzad, vorderasiatischer Archäologe
- Mofina, Rick, kanadischer Schriftsteller

### Mofl
- Moflag, Tuva (* 1979), norwegische Politikerin

### Mofo
- Mofokeng, Santu (1956–2020), südafrikanischer Fotograf
- Mofokeng, Tlaleng, südafrikanische Ärztin und HIV-Aktivistin
- Mofolo, Thomas (1876–1948), afrikanischer Schriftsteller

### Moft
- Moftizadeh, Ahmad (1933–1993), kurdischer Politiker